# Anne-Claude Godeau
Anne-Claude Godeau, née le 31 janvier 1938 à Nantes et morte le 8 février 1962 dans le 11e arrondissement de Paris, est une militante française, membre de la Confédération générale du travail et du Parti communiste français. Elle est l'une des neuf personnes décédées au cours de la violente charge policière à l'entrée de la station de métro Charonne, lors d'une manifestation contre l'Organisation armée secrète.
Son nom a été donné à plusieurs rues de communes de la région nantaise.

## Biographie
Anne-Claude Godeau naît en 1938 à Nantes dans une famille bourgeoise et militante. Son père, après avoir suivi les cours de l'école d'hydrographie, devient officier de marine avant de devenir manœuvre puis technicien à l'usine des Batignolles de Nantes. Sa mère, après une formation en sténodactylographie et comptabilité chez Pigier, travaille à l'usine LU avant son mariage. ses parents adhèrent à la Confédération générale du travail (CGT) et son père est conseiller municipal communiste. 
Après son BEPC, elle réussit le concours d'entrée aux PTT. Elle est nommée en 1960 au Centre de chèques postaux à Paris. Comme ses quatre sœurs, elle est membre de la CGT et du Parti communiste français.

### Mort tragique
Depuis 1960, Paris est le théâtre de plusieurs manifestations organisées par des mouvements de gauche contre la poursuite de la guerre d'Algérie, au premier rang desquels se trouve le Parti communiste français. La police parisienne, sous les ordres du préfet Maurice Papon, les réprime avec une brutalité croissante. En janvier 1962, alors que la perspective d'une indépendance prochaine de l'Algérie se dessine, l'Organisation armée secrète (OAS) multiplie les attentats en région parisienne contre les partisans de la paix. En réaction, une dizaine d'organisations politiques ou syndicales de gauche appellent à manifester pacifiquement place de la Bastille le 8 février. Le gouvernement interdit la manifestation mais de nombreux militants s'y rendent malgré tout.
Le soir du 8 février, la police charge violemment une partie des manifestants regroupés autour de la station de métro Charonne, proche de la Bastille. La bousculade provoque la chute de plusieurs personnes cherchant à fuir dans l'un des escaliers menant à la station : piétinées, étouffées, matraquées ou écrasées par des grilles en métal lancées par certains policiers, huit d'entre elles y trouvent la mort, une neuvième succombe plus tard des suites de ses blessures. Toutes sont syndiquées à la Confédération générale du travail. Anne-Claude Godeau est l'une d'entre elles ; elle vient d'avoir 24 ans.

## Mémoire
Les obsèques d'Anne-Claude Godeau réunissent plusieurs milliers de personnes à Nantes. Si plusieurs municipalités communistes de la région parisienne donnent très vite son nom à des rues ou à des bâtiments publics, il faut attendre de nombreuses années pour qu'un hommage identique lui soit rendu dans sa région natale. Aujourd'hui[Quand ?], quatre communes de l'agglomération nantaise ont une rue Anne-Claude-Godeau : Nantes, Bouguenais, La Montagne et Sainte-Luce-sur-Loire.